# Riacho dos Machados
Riacho dos Machados est une municipalité brésilienne de l'État du Minas Gerais et la microrégion de Janaúba.